# Kdyně

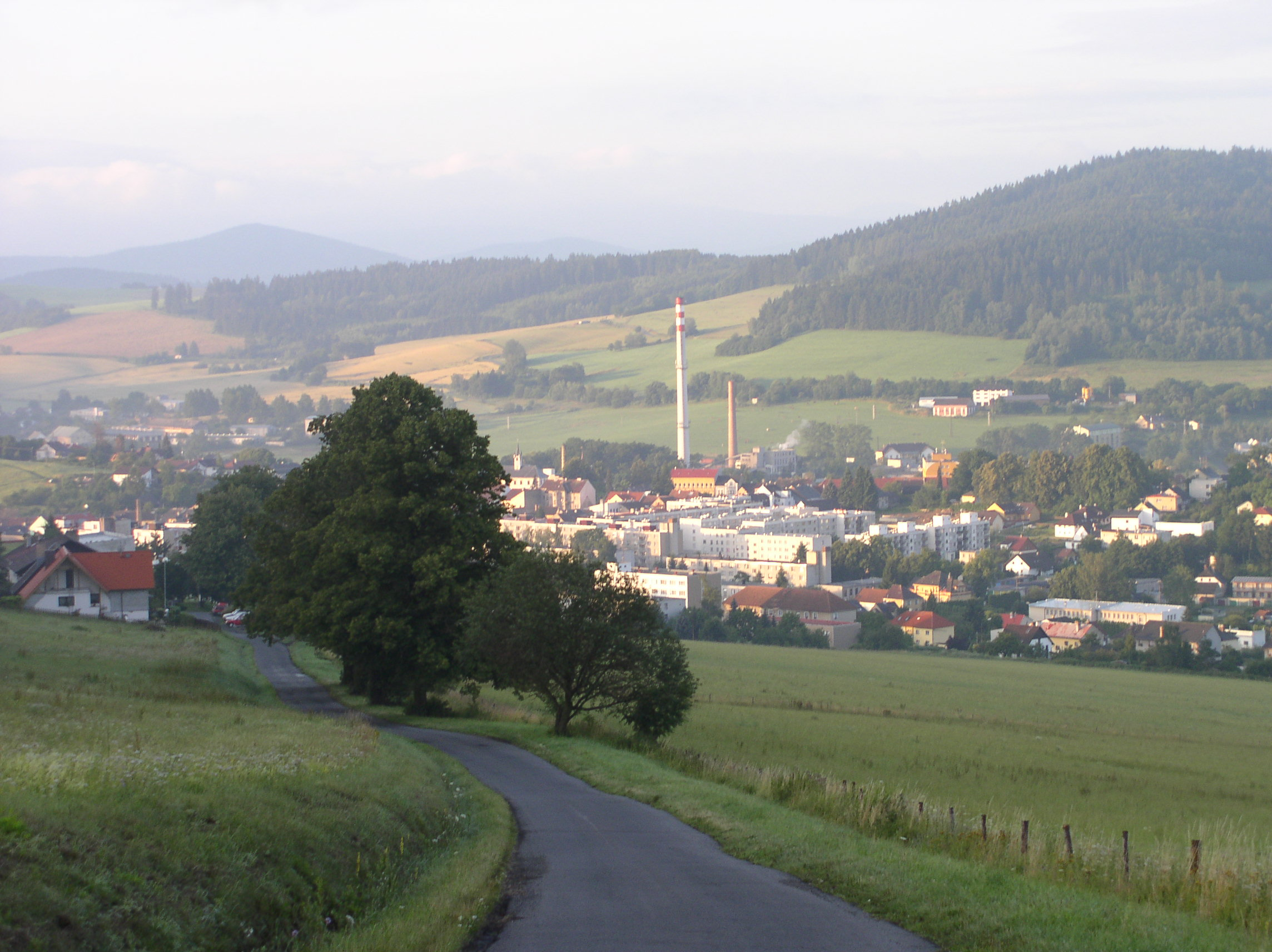
Ansicht von Norden

Kdyně (deutsch Neugedein) ist eine Kleinstadt im Okres Domažlice in Tschechien.

## Geographie
Kdyně befindet sich in der Neugedeiner Furche in Westböhmen, südwestlich liegt der Neumarker Pass. Die Innenstadt liegt auf einer Anhöhe zwischen den Bächen Zahořanský potok und Kojetický potok. Durch Kdyně führt die Straße I/22 zwischen Domažlice und Klatovy, südlich verläuft die Bahnstrecke Janovice nad Úhlavou–Domažlice.

## Geschichte
In der Gegend des heutigen Kdyně ist 1384 erstmals eine Siedlung erwähnt, damals gehörte sie zur Herrschaft Riesenberg (tschechisch Rýzmberk). 1508 wird Kdyně als Städtchen bezeichnet, doch geht es hier um eine ältere Siedlung, die in der Mitte des 16. Jahrhunderts abbrannte und später als Stará Kdyně (Altgedein) bezeichnet wurde. Die heutige Siedlung ist seit 1586 belegt, sie gehörte ebenfalls zur Herrschaft Riesenberg. Ab 1697 gehörte die Stadt den Grafen Stadion, 1840 erhielt sie Stadtrechte. Von 1850 bis 1949 bestand dort ein Bezirksgericht, von 1855 bis 1868 auch die Bezirksbehörden.
Seit Ende des 17. Jahrhunderts ist Kdyně ein Schwerpunkt der Textilindustrie. 1678 wurde hier die älteste Textilmanufaktur in Böhmen gegründet. Mitte des 18. Jahrhunderts war die örtliche Fabrik der größte Arbeitgeber in Westböhmen mit 500 Angestellten und mehr als 6000 Heimarbeitern.
Gemäß der Volkszählungsergebnisse wohnten 1869 4.189 Einwohner in  534 Häusern, diese Zahl stieg bis 1930 auf  5.138 Einwohnern in 868 Häusern. Nach dem Zweiten Weltkrieg wohnten  im Jahr 4.025 Einwohner in 943 Häusern. Diese Zahl stieg bis 2011 wieder auf 5.197 Einwohner in  1.132 Häusern an.

## Gemeindegliederung
Die Stadt Kdyně besteht aus den Ortsteilen Branišov (Branschau), Dobříkov (Dobschikau), Hluboká (Hluboken, 1939–45 Tiefenfeld), Kdyně, Modlín (Modlin), Nové Chalupy (Neu Chalupen), Podzámčí (Riesenberg), Prapořiště (Braunbusch), Smržovice (Smerschowitz) und Starec (Starz). Grundsiedlungseinheiten sind Branišov, Dobříkov, Hluboká, Kdyně, Modlín, Nové Chalupy, Podzámčí, Prapořiště, Smržovice, Starec und Vítovky (Neu Hluboken).
Das Stadtgebiet gliedert sich in die Katastralbezirke Branišov na Šumavě, Dobříkov na Šumavě, Hluboká u Kdyně, Kdyně, Podzámčí, Prapořiště, Smržovice und Starec.

## Sehenswürdigkeiten
- Die St.-Nikolaus-Kirche wurde in der zweiten Hälfte des 14. Jahrhunderts erbaut. Die Zwiebelkuppel des nachträglich angebauten Turmes stammt aus dem Jahre 1734. In den Jahren 1763 bis 1768 wurde die Kirche erweitert und umgebaut, die Barockisierung erfolgte wahrscheinlich in mehreren Etappen. Das Langhaus ist flachgedeckt, nur der Chor ist gewölbt. Nahe der Kirche steht eine kleine Kapelle der Schmerzhaften Mutter Gottes vom Beginn des 19. Jahrhunderts.
- Synagoge
- Koráb (773 m) mit Aussichtsturm
- Reste der Burg Rýzmberk (Riesenberg)
- Reste der Burg Nový Herštejn (Neu Hirschstein). Die Burg ist mit dem Geschlecht der Herren von Velhartice verbunden, die die Burg wohl schon in der ersten Hälfte des 14. Jahrhunderts erbauten. Im Jahre 1475 wurde die Burg von den Truppen der bayerischen Fürsten belagert, mit denen die Herren von Hirschenstein in dauernder Fehde lagen; nach dem Angriff wurde Jan von Hirschenstein von den Bayern gefangen genommen. Die Burg selber wurde kurz darauf so stark beschädigt, dass sie nicht mehr dauernd bewohnbar war. Von der Ruine ist der mächtige Palas erhalten.
- Reste der Burg Příkopy, auch Starý Rýzmberk (Alt Riesenberg)